# Regla de Simpson

La función f (x) (azul) es aproximada por una función cuadrática P (x) (rojo).

En análisis numérico, la regla o método de Simpson (nombrada así en honor de Thomas Simpson) y a veces llamada regla de Kepler es un método de integración numérica que se utiliza para obtener la aproximación de la integral:
{\displaystyle \int _{a}^{b}f(x)\,dx\approx {\frac {b-a}{6}}\left[f(a)+4f\left({\frac {a+b}{2}}\right)+f(b)\right]}.

## Introducción
En integración numérica, una forma de aproximar una integral definida en un intervalo [a,b] es mediante la regla del trapecio, es decir, que sobre cada subintervalo en el que se divide [a,b] se aproxima f por un polinomio de primer grado, para luego calcular la integral como suma de las áreas de los trapecios formados en esos subintervalos . El método utilizado para la regla de Simpson sigue la misma idea, pero aproximando los subintervalos de f mediante polinomios de segundo grado.

## Deducción de la regla de Simpson
Consideramos el polinomio interpolador de orden dos {\displaystyle P_{2}(x)}, que aproxima a la función integrando {\displaystyle f(x)} entre los nodos x0 = a, x1 = b y m = (a+b)/2. La expresión de ese polinomio interpolante, expresado a través de la interpolación polinómica de Lagrange es:
{\displaystyle P_{2}(x)=f(a){\frac {(x-m)(x-b)}{(a-m)(a-b)}}+f(m){\frac {(x-a)(x-b)}{(m-a)(m-b)}}+f(b){\frac {(x-a)(x-m)}{(b-a)(b-m)}}.}
Así, la integral buscada
{\displaystyle I=\int _{a}^{b}f(x)\,dx}
es equivalente a
{\displaystyle I=\int _{a}^{b}P_{2}(x)\,dx+{\mbox{término error}}={\frac {b-a}{6}}\left[f(a)+4f(m)+f(b)\right]+E(f),}
donde E(f) es el término de error; por lo tanto, se puede aproximar como:
{\displaystyle \int _{a}^{b}f(x)\,dx\approx {\frac {b-a}{6}}\left[f(a)+4f(m)+f(b)\right].}

## Error
El término error E(f), llamado error global, corresponde a
{\displaystyle E(f)=-{\frac {h^{5}}{90}}\,f^{(4)}(\xi )}
donde {\displaystyle h=(b-a)/2} y {\displaystyle \xi } pertenece al intervalo [a,b].
Se puede calcular una estimación del error cometido al aproximar la integral mediante este método. Si las cuatro primeras derivadas de f(x) son continuas en el intervalo, entonces el error (en términos absolutos) está acotado como
{\displaystyle |E(f)|=\left|\int _{a}^{b}f(x)\,dx-\int _{a}^{b}P_{2}(x)\,dx\right|\leq {\frac {h^{5}}{90}}\,\max _{a\leq \xi \leq b}\left|f^{(4)}(\xi )\right|,}
donde, de nuevo {\displaystyle h=(b-a)/2} y {\displaystyle \xi \in [a,b]}.

## Regla de Simpson 1/3 compuesta

Ilustración de la regla de Simpson compuesta.

En el caso de que el intervalo [a,b] no sea lo suficientemente pequeño, el error al calcular la integral puede ser muy grande. Para ello, se recurre a la fórmula compuesta de Simpson.
Se divide el intervalo [a,b] en n subintervalos iguales (con n par), de manera que {\displaystyle x_{i}=a+ih}, donde {\displaystyle h=(b-a)/n} para {\displaystyle i=0,1,...,n}.
Aplicando la Regla de Simpson a cada subintervalo {\displaystyle [x_{j-1},x_{j+1}],\ j=1,3,5,...,n-1,} tenemos:
{\displaystyle \int _{x_{j-1}}^{x_{j+1}}f(x)\,dx\approx {\frac {x_{j+1}-x_{j-1}}{6}}\left[f(x_{j-1})+4f(x_{j})+f(x_{j+1})]\right.}
Sumando las integrales de todos los subintervalos, llegamos a que:
{\displaystyle \int _{a}^{b}f(x)\,dx\approx {\frac {h}{3}}{\bigg [}f(x_{0})+2\sum _{k=1}^{{\frac {n}{2}}-1}f(x_{2k})+4\sum _{k=1}^{\frac {n}{2}}f(x_{2k-1})+f(x_{n}){\bigg ]},}
El máximo error viene dado por la expresión
{\displaystyle (b-a)\,{\frac {h^{4}}{180}}\,\max _{a\leq \xi \leq b}\left|f^{(4)}(\xi )\right|.}

## Regla de Simpson 3/8 simple
Esta forma es muy similar a la regla de Simpson clásica, pero se usa polinomios de Lagrange de tercer orden. Se tiene en consideración que ahora el paso {\displaystyle h={\tfrac {(b-a)}{3}}}, ya que la función se tabula con cuatro puntos de igual distancia h y formando tres subintervalos. Si  xn+1= xn+h con x0=a, se define de la siguiente manera:
{\displaystyle {\begin{alignedat}{2}I&=\int _{a}^{b}f(x)dx\approx \int _{a}^{b}P_{3}(x)dx\\&\approx {\tfrac {3h}{8}}\left[f(x_{0})+3f(x_{1})+3f(x_{2})+f(x_{3})\right]={\tfrac {3h}{8}}\left[f(a)+3f\left({\tfrac {2a+b}{3}}\right)+3f\left({\tfrac {a+2b}{3}}\right)+f(b)\right]\\\end{alignedat}}}
El error al usar la regla de Simpson de 3/8 se puede obtener usando:
{\displaystyle E(f)=-{\frac {3}{80}}h^{5}f^{(4)}(\xi )}
donde {\displaystyle \xi } se encuentra dentro del intervalo [a,b].

## Regla de Simpson 3/8 compuesta
Es más exacta que la regla de Simpson 3/8 simple, ya que divide el intervalo de integración en más subintervalos. Se expresa de la siguiente forma:
{\displaystyle I\approx {\frac {3h}{8}}\left[f(x_{0})+3f(x_{1})+3f(x_{2})+2f(x_{3})+3f(x_{4})+3f(x_{5})+2f(x_{6})+\dots +f(x_{n})\right]}
tomando {\displaystyle h={\tfrac {(b-a)}{n}}} donde n es el número de subintervalos, con la condición de que n sea múltiplo de 3 y que en cada sumatorio se tomen los valores de {\displaystyle i=i+3}.
{\displaystyle I\approx {\frac {3h}{8}}\left[f(x_{0})+3\sum _{i=0}^{{\frac {n}{3}}-1}f(x_{3i+1})+3\sum _{i=0}^{{\frac {n}{3}}-1}f(x_{3i+2})+2\sum _{i=0}^{{\frac {n}{3}}-2}f(x_{3i+3})+f(x_{n})\right]}
Para el cálculo del error, se obtiene la cuarta derivada de la función y tomando en cuenta que {\displaystyle \xi } debe pertenecer al intervalo de integración, se aplica la siguiente fórmula:
{\displaystyle E(f)={\frac {n}{80}}h^{5}f^{(4)}(\xi )}

## Historia
La fórmula fue utilizada por primera vez por Evangelista Torricelli,  pero debe su nombre al matemático inglés Thomas Simpson. Corresponde a la regla del tonel que Johannes Kepler ya había formulado en 1615.
Sobre la historia de su surgimiento, Kepler informa en la dedicatoria de su  publicación posterior: Después de que la primera esposa  de Kepler había muerto en Praga en 1611, Kepler   se casó  nuevamente  - en Linz, donde ahora trabajaba -  en 1613. Para la boda compró algunos toneles de vino. Puesto ya el vino en la bodega,  el vendedor  concurrió con una vara de medir y  determinó  el contenido para  todos los barriles  sin pensar  o calcular,  utilizando un mismo método, consistente en que introducía la punta de metal  de la vara de medir  a través de la piquera , en diagonal hacia los bordes de ambos fondos  y la marca en la piquera  arrojaba la medida del volumen del contenido. Kepler se sorprendió con aquello de que una diagonal a través del medio del barril pudiera dar una medida sobre el volumen contenido y puso en duda  la exactitud  de este método, debido a que, por ejemplo, un barril muy bajo que tuviera una base algo más ancha y por eso un volumen contenido mucho menor  podría tener el mismo radio a la vista.
A raíz de esto, Kepler formuló en 1615 el escrito Nova Stereometria doliorum vinariorum  (Nuevo cálculo del contenido de barriles de vino),  en el que  buscaba métodos verificables  para el cálculo del contenido  de los toneles de vino. Uno de estos métodos consistió en  aproximar la curvatura del barril por una parábola, dado que  los cálculos con ayuda de parábolas ya se podían realizar muy exactamente desde  Arquímedes.
Entre otras cosas, Kepler describió en este texto  una fórmula para el cálculo de la capacidad (más precisamente,  del volumen) de barriles de vino con formas irregulares.  Esta fórmula arroja  valores exactos para el tronco de la pirámide  (incluida la pirámide), la esfera, el paraboloide elíptico, el hiperboloide de una hoja  y todas las demás  superficies  de un  cuerpo que pueden ser generadas por  secciones planas perpendiculares  al eje del cuerpo.